# Boro Matan
Boro Matan (Livno, 21. listopada 1965.), bivši hrvatski malonogometaš i malonogometni trener iz Bosne i Hercegovine. Igrao je i "veliki" nogomet, bio je nogometni sudac i nogometni trener. 

## Karijera

### Igračka karijera
Nogometom se počeo baviti u matičnom Troglavu iz Livna, a igrao je i za NK Sloga Guber i NK Kamešnica Podhum. Kasnije je igrao za NK Široki Brijeg, HNK Šibenik, NK Radnik Velika Gorica i NK Svoboda Ljubljana.
Bio je član reprezentacije Herceg-Bosne na prijateljskoj utakmici s Paragvajom u Asunciónu 1996. godine.
Mali nogomet je igrao za oba livanjska kluba, Seljak i Čulin Mlin. U sezoni 1990./91. kao kapetan Seljaka postaje prvak Jugoslavije pobjedom nad Uspinjačom (1:0). Na Europskom kupu prvaka odigranom u Madridu 1991. godine vodio je Seljak kao kapetan momčadi do trećeg mjesta. Igračku karijeru je završio 2006. godine.

### Trenerska karijera
Nakon igračke karijere bavio se trenerskim poslom. Početkom 2000-ih bio je trener Troglava.
Kao malonogometni trener radio je u MNK Solin, MNK Crnica Šibenik i MNK Novo Vrijeme Makarska. Od 2013. do 2018. bio je izbornik malonogometne reprezentacije BiH. Od obnove rada 2018. godine trener je MNK Čulin Mlin.
.